# بری واسالو
بری واسالو (انگلیسی: Barrie Vassallo؛ زادهٔ ۳ مارس ۱۹۵۶) بازیکن فوتبال اهل بریتانیا است.
از باشگاه‌هایی که در آن بازی کرده‌است می‌توان به باشگاه فوتبال آرسنال و باشگاه فوتبال نیوپورت کانتی اشاره کرد.